# Aldo Bassi (musicista)
Aldo Bassi (Roma, 29 gennaio 1962 – Latina, 10 maggio 2020) è stato un trombettista e compositore italiano.
È considerato tra i più apprezzati trombettisti jazz italiani.

## Biografia
Dopo il diploma in tromba al conservatorio di S. Cecilia in Roma entra a far parte di alcune jazz band romane: la Alberto Corvini Big Band, la Big Band del S. Louis diretta da Bruno Biriaco e la Testaccio Jazz Orchestra. Al rientro in Italia, dopo una formativa esperienza cubana, ha pubblicato Conversation con la Big Band di Franco Piana e successivamente con la Tankio Band di Riccardo Fassi due album. Nel 1992 con Rosario Giuliani ha dato vita al Bassi-Giuliani Quintet con all'attivo l'album L'incontro del 1996 e la partecipazione al Jazz & Image Festival.
Nel 1998 forma la prima band a suo nome, l'Aldo Bassi Quartet, con cui pubblica Distanze nel 1999. Nel tour dell'anno successivo ospita il sassofonista statunitense Rick Margitza. Nel 2001 registra il secondo album del quartetto, Muah! pubblicato nel 2004, a cui hanno partecipato lo stesso Margitza e Antonello Salis. Nel 2004 entra a far parte della Orchestra Nazionale Italiana di Jazz e l'anno successivo della Parco della Musica Jazz Orchestra (PMJO) con cui parte per un tour mondiale. Nel 2006 ha formato l'Aldo Bassi Trio con Stefano Nunzi al contrabbasso e Alessandro Marzi senza pubblicare nulla.
Nel 2007 pubblica con il pianista Alessandro Bravo l'album Sirio e nel 2010 un nuovo lavoro del Quartet New Research. Lavora in seguito per la Rai e Mediaset. Nel 2013 ha dato vita al progetto Metal Jazz Trio assieme a Pierpaolo Ranieri e Roberto Pistolesi.
Collabora anche in alcune colonne sonore di Ennio Morricone, Armando Trovajoli, Manuel De Sica e Renato Serio.
Dal 2001 è stato ideatore e per cinque anni organizzatore del festival Latina Aprile Jazz. Dal 2005 insegna tromba e trombone jazz al conservatorio di Frosinone. Muore il 10 maggio 2020 a causa di una malattia incurabile contro cui combatteva da un anno.

## Formazioni
- Aldo Bassi Quartet (Aldo Bassi tromba e flicorno, Alessandro Bravo pianoforte, Stefano Nunzi contrabbasso, Alessandro Marzi batteria)
- Aldo Bassi Trio (Aldo Bassi tromba e flicorno, Stefano Nunzi contrabbasso, Pietro Iodice batteria).
- Bassi Bravo Duo (Aldo Bassi tromba e flicorno, Alessandro Bravo pianoforte)

## Discografia

### A nome proprio
| Anno | Titolo album | Nome gruppo            | Etichetta                |
| ---- | ------------ | ---------------------- | ------------------------ |
| 1996 | L'Incontro   | Bassi-Giuliani Quintet | Coccinella               |
| 2000 | Distanze     | Aldo Bassi Quartet     | Surabaya Music/Philology |
| 2004 | Muah!        | Aldo Bassi Quartet     | Concertone               |
| 2007 | Sirio        | Bassi Bravo Duo        | Effemusic                |
| 2010 | New Research | Aldo Bassi Quartet     | Indipendente             |